# Kirmen Uribe
Kirmen Uribe Urbieta (n. Ondárroa, Vizcaya, 5 de octubre de 1970) es un escritor español en euskera. Premio Nacional de Literatura, sus obras están traducidas a veinte idiomas, incluidos inglés, francés, ruso y japonés.

## Biografía
Nació en una familia vinculada a la pesca en Ondárroa. Su padre era pescador, como su abuelo y bisabuelo, e indujo a Kirmen a estudiar para tener otro tipo de vida. La madre desarrolló una evolución ideológica a lo largo de su vida, desde la participación en asociaciones cristianas de base se convirtió en agnóstica, cada vez más progresista, y vivió esos cambios en pocos años, entre los 60 y los 70. Su madre y sus tías, trabajadoras en las fábricas de conservas, pertenecieron a la segunda ola del feminismo, y en ese ambiente feminista en casa se educó Uribe.
En la adolescencia leyó mucha poesía, por ejemplo, la de Leonard Cohen, Dylan Thomas, Lorca, etc. También disfrutó la novela, primero la clásica y luego el realismo sucio.
Uribe se licenció en Filología Vasca en Vitoria y cursó estudios de posgrado de Literatura Comparada en Trento (Italia). Su primer premio literario importante lo recogió en 1995 cuando estaba cumpliendo condena por ser insumiso y negarse a ir al servicio militar obligatorio.
Vive en Nueva York.

## Carrera literaria

### Poesía y proyectos multimedia
Comenzó a escribir letras para grupos musicales y guiones de cómic. En 1996 publicó el estudio Lizardi eta erotismoa, un ensayo sobre la poética de Lizardi, realizado en colaboración con Jon Elordi. Posteriormente publicó su primera colección de poemas en formato 'plaquette', titulada Ekografia. Desde 2000 ha trabajado como guionista del programa de televisión sobre literatura Sautrela.
La publicación en 2001 del libro de poemas Bitartean heldu eskutik (Mientras tanto dame la mano) supuso, en palabras del crítico literario Jon Kortazar, una «revolución tranquila» en el ámbito de la literatura vasca. Obtuvo el Premio de la Crítica a la Poesía en Euskera y su primera edición se agotó en un mes. Ha sido traducido al castellano (Visor, 2003), al francés (Castor Astral, 2006), al inglés (Graywolf, 2007), al catalán (Proa, 2010) y al ruso (Gernika, 2010). La traducción a cargo de la poetisa estadounidense Elizabeth Macklin fue finalista al mejor libro de poesía traducido al inglés en Estados Unidos en 2007 en el PEN Award for Poetry in Translation.
Uribe es autor de proyectos multimedia en los que combina la poesía con diferentes disciplinas artísticas. En 2000 llevó a los escenarios Bar Puerto, proyecto que aunaba poesía, música, video e historia oral, junto con Mikel Urdangarin y Josu Eizagirre. 
En 2003 publicó el libro-CD Zaharregia, txikiegia agian (Demasiado antigua, demasiado pequeña quizás) junto a los músicos Mikel Urdangarin, Bingen Mendizabal, Rafa Rueda y el ilustrador Mikel Valverde, fruto de una serie de recitales que el grupo llevó a cabo en Nueva York el mismo año. El título pregunta sobre el euskera, si esta lengua no es demasiado antigua y pequeña para los tiempos de la globalización. A raíz de la publicación de la traducción francesa de sus poemario, Uribe colaboró con el dramaturgo francés Francois Mouget y elaboraron conjuntamente un espectáculo titulado Entre-temps donne moi la main basado en la lectura dramatizada de los poemas acompañado de música en directo. También ha colaborado con el pianista belga Wim Mertens en varios recitales de poesía y música.
En 2013 repetirá experiencia junto a Mikel Urdangarin, Rafa Rueda, Bingen Mendizabal y Mikel Valverde, creando un proyecto que combina literatura, música y dibujo en Nueva York, Jainko txiki eta jostalari hura (Elkar).
Además de escritor, Kirmen Uribe ha sido profesor, guionista y traductor de poemas de Raymond Carver, Sylvia Plath, Anne Sexton, Mahmud Darwish y Wislawa Szymborska.

### Novela
En 2008 publicó su novela Bilbao-New York-Bilbao (Elkar) que obtuvo el Premio Nacional de la Crítica en euskera 2008 y el Premio Nacional de Literatura (Narrativa) 2009. En 2010 aparecieron simultáneamente las traducciones al castellano (Seix-Barral), gallego (Xerais) y catalán (Edicions 62). Bilbao-New York-Bilbao narra el vuelo ficticio del propio autor entre el aeropuerto de Bilbao y el JFK de Nueva York. En dicho vuelo el autor hace un ejercicio de memoria y recuerda el proceso de escritura de una novela que está escribiendo sobre tres generaciones de una misma familia vinculada al medio marino. Bilbao-New York-Bilbao carece de una trama convencional y se sustenta en una estructura en red que combina el devenir de las tres generaciones con numerosas digresiones, analogías e historias transversales.
Su segunda novela Mussche (Susa, traducido por Gerardo Markuleta al castellano con el título de Lo que mueve el mundo y publicado por Seix Barral) prosigue en la búsqueda de nuevas formas novelísticas al utilizar y modificar biografías de personas reales como material para hacer ficción (al hilo de la escritura de J.M. Coetzee, Emmanuel Carrere o Dave Eggers). Uribe cuenta a su mejor amigo recién fallecido (Aitzol Aramaio) la historia de un escritor belga llamado Robert Mussche, que en 1937 acogió a una niña vasca de la Guerra Civil en su casa de Gante. Conocer a la niña cambió la vida del escritor. Uribe nos relata la relación que tenía con su amigo metiéndose en la piel de Robert Mussche. La novela se escribió en dos meses en primavera del 2012 en Sausalito, California, en un centro de creación llamado Headlands Center for the Arts. Esta obra ha sido traducida a varios idiomas, como el castellano, el catalán, el gallego, el japonés, entre otros.
Su última novela, Elkarrekin esnatzeko ordua (Susa, 2016), traducida por J.M. Isasi y publicada en español por Seix Barral como La hora de despertarnos juntos continúa en la recuperación de vidas silenciadas para hacer ficción. Cuenta la vida de Karmele Urresti, una enfermera vasca que se exilia a París en 1937, donde forma parte de Eresoinka, la embajada cultural vasca en el exilio. Allí conoce a su futuro esposo, el músico Txomin Letamendi. Juntos viajan por Europa, pero cuando París cae en manos de los alemanes, huirán a Venezuela. En Caracas, la Historia volverá a entrar en sus vidas. Txomin decide unirse a los servicios secretos vascos (bajo el mando de la inteligencia estadounidense, la OSS y el FBI) y la familia tendrá que volver a Europa, en plena de la Segunda Guerra Mundial. Txomin espía a los fascistas hasta que es arrestado en Barcelona, bajo una dictadura que no sobrevivirá. Karmele tendrá que arriesgarlo todo y partirá, nuevamente y sola, a Venezuela, en un segundo exilio. JA Masoliver Ródenas escribió en La Vanguardia sobre la novela: «La prosa directa y precisa de Kirmen Uribe no debe engañarnos: es fruto de la precisión, no de la simplicidad. Su formación es la de un escritor cosmopolita y sofisticado. (...) Un escritor de gran talento». La novela se publicó simultáneamente en euskera (Susa), español (Seix Barral) y catalán (Edicions 62) y ganó el Premio de la Crítica Española 2016 (Narrativa en euskera) y el de la Academia de Lectores Vascos, 111 Akademia (Mejor libro de 2016).

### Literatura infantil y juvenil
Paralelamente, ha escrito varios libros de literatura infantil y juvenil. En 2003 publicó la primera entrega de la serie de novelas cortas Garmendia, serie de aventuras y humor que narra las peripecias de un pastor que emigra a finales del XIX al salvaje oeste y se mete a pistolero sin pegar ni un solo tiro. Una votación entre los alumnos de los centros de enseñanza secundaria en Guipúzcoa le valió el Premio Liburu berria. Para los más pequeños ha escrito el cuento Guti, la historia de un perro al que le desguazan el barco en que vivía, y Ez naiz ilehoria, eta ze? (‘Yo no soy rubia, ¿y qué?’) que narra la historia de Amira, una chica marroquí a la que le cuesta hacer amigos en Vitoria.

## Perfil internacional
Kirmen Uribe ha participado en numerosos encuentros internacionales de literatura. Entre otros, el World Voices de Nueva York (organizado por el PEN Club estadounidense), el Festival Internacional de Poesía de Berlín, el festival Internacional de Poesía de Taipéi (Taiwán), el Festival de Literatura de Mánchester, el Festival ¡Mira! de Burdeos, el Festival de Literatura de Vilenica (Eslovenia); y ha leído en las universidades de Stanford (California), la Universidad de Nueva York, la CUNY, el California Institute of The Arts en Los Ángeles, la Universidad de California en San Diego, la Universidad Católica Fu-Jen de Tai-pei o en la Universidad de Varsovia.
Asimismo, sus poemas han aparecido en revistas literarias y en antologías. En mayo del 2003 The New Yorker publicó el poema Maiatza (‘Mayo’). En 2006 Lyrikline, el sitio web de Berlín que recoge poetas de mundo entero, publicó diez poemas de Uribe traducidos al alemán. En 2008 la antología New European Poetry, dirigida por los críticos estadounidenses Kevin Prufer y Wayne Millar, recogió tres poemas del autor.
En 2017 fue invitado por la Universidad de Iowa a su residencia internacional de escritores (IWP).
En 2017 invitado en la Feria del Libro de Guadalajara (FIL), (México), de la mano del Instituto Etxepare para dar a conocer la literatura en euskera.
En 2018 obtiene la beca de creación del Cullman Center (de la Biblioteca Pública de Nueva York), para su residencia en Nueva York durante 2018-2019, y el estudio de Edith Wynner y su novela La vida anterior de los delfines. Desde ese año reside con su familia en la ciudad de Nueva York donde da clases en el Master de escritura en la Universidad de Nueva York (NYU).

## Obras publicadas
De su obra destaca:
- Lizardi eta erotismoa, Alberdania, 1996 (ensayo).
- Bitartean heldu eskutik, Susa, 2001 (poesía). Edición bilingüe euskera-castellano Mientras tanto dame la mano publicado por Visor en 2003.
- Bar Puerto. Bazterreko ahotsak Gaztelupeko hotsak, 2001, (CD-libro).
- Zaharregia, txikiegia agian Gaztelupeko hotsak, 2003, (CD-libro).
- Portukoplak, Elkar, 2007 (miscelánea).
- Bilbao-New York-Bilbao, Elkar-Seix Barral, 2008 (novela).
- Mussche (Lo que mueve el mundo), Susa-Seix Barral, 2012 (novela).
- Elkarrekin esnatzeko ordua (La hora de despertarnos juntos), Susa-Seix Barral, 2016 (novela).
- 17 segundos, Susa, 2019 (poesía).
- Izurdeen aurreko bizitza (La vida anterior de los delfines), Susa-Seix Barral, 2021 (novela).

### Literatura infantil y juvenil
- Ez naiz ilehoria, eta zer? Elkar, 2003,
- Garmendia eta zaldun beltza Elkar, 2003.
- Garmendia errege, Elkar, 2004. Premio Liburu Gaztea 2006.
- Guti, Elkar, 2005.
- Garmendia eta Fannyren sekretua, Elkar, 2006.

## Premios
- Premio de la Crítica (poesía en euskera) 2002, por Bitartean heldu eskutik.
- Premio Nacional de Literatura (narrativa) 2009, por Bilbao-New York-Bilbao.
- Premio de la Crítica (narrativa en euskera) 2009, por Bilbao-New York-Bilbao.
- Premio de Periodismo El Correo-Vocento 2010, por su artículo El derecho a la individualidad.
- Premio Rosalía de Castro (PEN Club gallego) 2014.[15]
- Premio de la Crítica (narrativa en euskera) 2016, por La hora de despertarnos juntos (Elkarrekin esnatzeko ordua).
- Premio de la Academia 111 de lectores vascos 2016, por La hora de despertarnos juntos (Elkarrekin esnatzeko ordua).
- Beca Cullman de la Biblioteca Pública de Nueva York, por La vida anterior de los delfines (Izurdeen aurreko bizitza).